# Kerstin Bergman
Kerstin Bergman, född 30 november 1895 i Stockholm, död 25 november 1980 i Frankrike, var en svensk operettsångare och skådespelare.

## Biografi
Bergman debuterade den 1 september 1916 i rollen som Stasi Eggenberg i operetten Csárdásfurstinnan på Oscarsteatern och stannade där till 1919. Åren 1927–1928 hade hon engagemang vid Södra teatern. En del av sina operettroller sjöng hon även i radio. Hon var gift första gången med Erland Lind och andra gången med ingenjören, greve Alain de Lambilly i Paris. Efter hans död 1962  flyttade hon tillbaka från Frankrike till Stockholm. Hon jordfästes i Solna kyrka och är gravsatt i Nancy, Frankrike.

## Filmografi
- 1918 – Spöket på Junkershus
- 1918 – Löjtnant Galenpanna på semester
- 1920 – Ett ödesdigert inkognito

## Teater

### Roller (ej komplett)
| År   | Roll | Produktion                                                                   | Regi           | Teater        |
| ---- | ---- | ---------------------------------------------------------------------------- | -------------- | ------------- |
| 1927 |      | Som i ungdomens vår Walter Kollo och Willy Bredschneider                     | Arvid Petersén | Södra Teatern |
| 1927 |      | När oskulden sover Johann Strauss den yngre, Oskar Friedman och Fritz Lunzer | Thure Alfe     | Södra Teatern |

### Fotnoter
1. ↑  ”Kerstin Bergman”. Svensk Filmdatabas. http://sfi.se/sv/svensk-filmdatabas/Item/?type=PERSON&itemid=57944&ref=%2ftemplates%2fSwedishFilmSearchResult.aspx%3fid%3d1225%26epslanguage%3dsv%26searchword%3dkerstin+bergman%26type%3dPerson%26match%3dBegin%26page%3d1%26prom%3dFalse. Läst 11 oktober 2012.
2. ↑  Ottoson, s. 137f
3. ↑  Dödsannons i Svenska Dagbladet 10 maj 1962 sid.2
4. ↑  Minnesord i Dagens Nyheter 6 december 1980 sid.38–39
5. ↑  Dödsannons i Svenska Dagbladet 5 december 1980 sid.20
6. ↑  ”Teater och Musik”. Dagens Nyheter:  s. 11. 28 augusti 1927. http://arkivet.dn.se/arkivet/tidning/1927-08-28/232/11. Läst 12 juni 2016.
7. ↑  ”'När oskulden sover' på Södra teatern”. Dagens Nyheter:  s. 20. 16 oktober 1927. http://arkivet.dn.se/arkivet/tidning/1927-10-16/281/20. Läst 12 juni 2016.